# Вибори до Європейського парламенту в Чехії 2004
Вибори Європарламенту в Чехії в 2004 році проходили 11 і 12 червня. На цих виборах було обрано 24 депутата від Чехії. Явка на виборах склала 28,32 %.

## Результати
| Партія                                                         | Голосів           | Місць |
| -------------------------------------------------------------- | ----------------- | ----- |
| Громадянська демократична партія                               | 700 942 (30,04 %) | 9     |
| Комуністична партія Чехії і Моравії                            | 472 862 (20,26 %) | 6     |
| Європейські демократи                                          | 257 278 (11,02 %) | 3     |
| Християнсько-демократичний союз — Чехословацька народна партія | 223 383 (9,57 %)  | 2     |
| Чеська соціал-демократична партія                              | 204 903 (8,78 %)  | 2     |
| «Незалежні»                                                    | 191 025 (8,18 %)  | 2     |
| Партія зелених                                                 | 73 932 (3,16 %)   | 0     |